# Trifón Poch López
Trifón Poch López   (Còrdova, 20 de juliol de 1963) és un entrenador de bàsquet andalús. Des del mes de juliol de 2019 és l'entrenador assistent del Club Joventut Badalona.

## Trajectòria esportiva
- 1985-86 - CB Sant Josep Badalona Junior
- 1986-87 - Segona Divisió. Sant Josep Badalona
- 1986-88 - Primera Baloncesto Gijón, el març del 88 és donat de baixa i substituït per Eduardo Ayuso
- 1988-89 - ACB. Tenerife Nº 1. Segon entrenador d'Alexander Gomelski. El 26-04-89, després de la destitució de Gomelski, fou nomenat primer entrenador
- 1989-92 - ACB. CB Girona. Segon entrenador d'Alfred Julbe
- 1992-94 - Primera Divisió. Gran Canaria
- 1994-95 - EBA. C.C. Llobregat Cornellà. El 28-12-94, entra per Tim Shea
- 1995-96 - ACB. CB Girona. Segon entrenador de Joaquim Costa. El 22-03-96 fou nomenat, després de la destitució de Costa
- 1996-03 - ACB. CB Girona. El 07-02-03, és donat de baixa, i substituït pel seu ajudant Juan Llaneza
- 12-12-03 - ACB. Etosa Alacant. Entra per Alfredo García, que substituïa en Luis Casimiro
- 2003-07 - ACB. Etosa Alacant
- 2008-11 - ACB CB Granada (Tallat a mitjan temporada)
- 2011-12 - ACB Estudiantes (Entra el març)